# 梅澤レナ
梅澤 レナ（うめざわ れな、1985年3月19日 - ）は、埼玉県出身の女性ファッションモデル。Gunn's Management所属。

## 人物・来歴
- 趣味 : 料理、映画鑑賞
- 特技 : 華道（一級の免状を持つ腕前）
- 憧れの女性はアンジェリーナ・ジョリー
- デビューのきっかけはスカウト。
- 2006年から2007年まで『MORE』専属モデル。
- CMへの出演も多い。
- 同じ事務所の松田園子と仲が良く、松田のブログに度々登場している[1]。

## 主な出演

### 雑誌
- steady.
- Lips
- In Red
- MORE
- anan
- non-no
- ゼクシィ
- FUDGE
- Soup.CRUiSE|Soup.CRUiSE
- With|With
- Soup.|Soup.
- Locco(含 表紙)
- MISTY(表紙)
- Salida(表紙)
- Hanako|Hanako
- PAPER SKY |PAPER SKY
- Nuugy (雑誌)|Nuugy
- HAIR MODE
- 振袖記念日
- けっこんぴあ

### TV
- 東京上級デート　＃13『白金台』（2012年6月27日、テレビ朝日）

### CM
- ワールドパーティー「unnurella byWPC」(2015.1 - 2017.1)
- エーザイ 美 チョコラ コラーゲン「星に願いを（ジュレ）」篇（2013年）エーザイチョコラ美「星に願いを（ジュレ）」篇 (2013.4 - 2014.4)
- MUSIC ON! TV　(2012.12 - 2013.3)
- DHC「ディークレ　女性たちへ」篇 (2012.2 - 2012.5)
- P&Gパンテーン　(2010.9 - 2011.3)
- Aflac　「走れあひる」篇 (2010.6 - 2011.3)
- Ario BAZAR (2010.6 - 2010.7)
- モスバーガー　「とびきりハンバーグサンド」篇 (2010.3 - 2011.2)
- 丸井「マルコとマルオの7日間」 (2009.5 - 2010.6)
- TOY's FACTORY (2009.2 - 2009.3)
- パナソニック カード愛情サイズ「ママになったら、ムービーをはじめよう。」篇 (2008年)　「パナソニックはしあわせの色。」篇 (2009年)
- アキュビュー オアシス 乱視用 Bowling編 (2008年) 花形綾沙、池田香織と共演
- ケロッグ「スペシャルK」（2008年3月 - 2009年2月）
- ケンタッキーフライドチキン（2008年4月 - 6月）
- パナソニック 「ココロつなぐ物語」 - 日本テレビ HAPPY Xmas SHOW内でオンエアされたドラマ仕立ての120秒CM
  - 第2話 二人の花嫁（2007年12月23日）*
  - 第3話 姉妹のファッションショー（2008年12月23日）
- 日産 マーチ『しあわせマチ子さんのnewMARCH』篇 （2007年11月 - 5月） - 二代目しあわせマチ子さん
- 三菱東京UFJ銀行　ICクレジットカード　『水まき篇』　娘役　（2006年）　船越英一郎、久保京子らと共演
- KDDI au『もこみちの一日篇』（2006年）　速水もこみちと共演
- 江崎グリコ「BREO」『バスルーム篇』（2006年）
- 花王「キュレル」（2006年）
- カルビー「ほんじゃが」（2005年）
- サントリー「リプトンイエローラベル」
  - 『ぞう篇』（2005年）
  - 『スプーン篇』（2005年）
  - 『マジック篇』（2006年）
- DOMO（2005.3 - 2003.5）
- UNIQLO（2004.12 - 2005.1）
- TROPICANA（年契2004.5 - 2005.4）
- NISSANコンパクトカー（2004.1 - 2004.3）

### 広告
- タカキュー「m.f.editorial 2016 」(2016.5 - 2016.12)
- AOKI　COAT COLLECTION(2015.11 - 2016.3)
- ユニクロ「STYLING BOOK」(2015.10 - 2016.10)
- アマンダンヒルズ本厚木(2015.10 - 2017.10)
- アキレス「■●▲Designs」(2015.8 - 2016.8)
- グランフロント大阪「OSAMPO!2014WINTER」(2014.11 - 2014.12)
- ルミネ大宮(2014.3 - 2014.9)
- Panasonic REFRE SERIES(2013.8 - 2017.8)
- 東急イッツコム×au(2013.3 - 2013.9)
- サッポロビール×不二家「ネクターサワースパークリング」(2012.3 - 2013.3)
- 伊勢半「Kiss Me FERME」(2012.3 - 2013.3)
- アーバンドックららぽーと豊洲「TOYOSU LaLaTREND spring」スチール・WEB(2012.2 - 2012.4)
- MIZUNO　スチール(2012.2 - 2012.8)
- SHOO・LA・RUE　スチール・WEB(2011.12 - 2012.6)
- HABA化粧品　カタログ(2011.10 - 2011.11)
- 三越sage(2010 - 2012)
- ワタベウェディング(2009.11 - 2012.3)
- LUMINE 新宿   (2008.6 - 2008.7)
- Panasonic D-dock   (2008.4 - 2008.10)
- 三越　着物(2007.1 - 2007.3）
- 大丸　浴衣（2006.5 - 2006.8）
- ダイナシティ（2006.10 - 2012.3）
- アクータ（2007.春夏・秋冬）
- 丸井（2006.1 - 2006.4）
- NTTドコモ ポスター（年契　2004.12 - 05.11）
- BIRKENSTOCK（2005.3 - 2005.5）
- JAL「バースデイ割引」（2004）
- 新宿サブナード（2004.5 - 2004.7）
- gouk（2004）